# 2165 Young
(2165) Young is een planetoïde, die in 1956 werd ontdekt in het Goethe-Link-Observatorium vlak bij Brooklyn tijdens het Indiana Asteroid Program. De planetoïde is vernoemd naar de Amerikaanse astronoom Charles Augustus Young.